# 桑昂纳米耶努瓦
桑昂纳米耶努瓦（法語：Sains-en-Amiénois），或意译作亚眠地区桑，是法国上法兰西大区索姆省的一个市镇，属于亚眠区和亚眠第六县。该市镇2009年时的人口为1,205人。

## 人口
桑昂纳米耶努瓦人口变化图示
| 数据来源：INSEE |